# Jean de Azevedo
 Jean de Azevedo, né le 19 février 1974 est un pilote de moto brésilien, pratiquant principalement le rallye-raid.

## Palmarès

### Principales victoires
- Rallye dos Sertões
  - Vainqueur en 1995, 2000, 2002, 2004,2005, 2015 et 2017
- Rallye Dakar
  - Vainqueur d'étape en 2007 et 2005

## Rallye Dakar

### Moto
- 1996 : 24e
- 1997 : 15e
- 2001 : Abandon
- 2002 : 47e
- 2003 : 5e
- 2004 : 14e
- 2005 : 7e  (1 étape)
- 2006 : Abandon
- 2007 : 25e  (1 étape)
- 2011 : 7e
- 2013 : 23e
- 2014 : Abandon
- 2015 : 22e
- 2016 : Abandon

### Auto
- 2009 : 23e
- 2010 : 27e
- 2012 : 22e